# Andrena aeripes
Andrena aeripes är en biart som beskrevs av Laberge 1967. Andrena aeripes ingår i släktet sandbin, och familjen grävbin. Inga underarter finns listade i Catalogue of Life.